# Marburg Open
Marburg Open – męski turniej tenisowy zaliczany do cyklu ATP Challenger Tour rozgrywany w Marburgu na kortach ziemnych w latach 2010–2018.

## Mecze finałowe

### Gra pojedyncza
| Rok  | Mistrz               | Finalista             | Wynik            |
| 2018 | Juan Ignacio Londero | Hugo Dellien          | 3:6, 7:5, 6:4    |
| 2017 | Filip Krajinović     | Cedrik-Marcel Stebe   | 6:2, 6:3         |
| 2016 | Jan Šátral           | Marco Trungelliti     | 6:2, 6:4         |
| 2015 | Íñigo Cervantes      | Nils Langer           | 2:6, 7:6(3), 6:3 |
| 2014 | Horacio Zeballos     | Thiemo de Bakker      | 3:6, 6:3, 6:3    |
| 2013 | Andriej Gołubiew     | Diego Schwartzman     | 6:1, 6:3         |
| 2012 | Jan Hájek            | Andreas Haider-Maurer | 6:2, 6:2         |
| 2011 | Björn Phau           | Jan Hájek             | 6:4, 2:6, 6:3    |
| 2010 | Simone Vagnozzi      | Ivo Minář             | 2:6, 6:3, 7:5    |

### Gra podwójna
| Rok  | Mistrzowie                          | Finaliści                            | Wynik          |
| 2018 | Fabrício Neis David Vega Hernández  | Henri Laaksonen Luca Margaroli       | 4:6, 6:4, 10–8 |
| 2017 | Máximo González Fabrício Neis       | Rameez Junaid Ruan Roelofse          | 6:3, 7:6(4)    |
| 2016 | James Cerretani Philipp Oswald      | Miguel Ángel Reyes-Varela Max Schnur | 6:3, 6:2       |
| 2015 | Wesley Koolhof Matwé Middelkoop     | Tobias Kamke Simon Stadler           | 6:1, 7:5       |
| 2014 | Jaroslav Pospíšil Franko Škugor     | Diego Schwartzman Horacio Zeballos   | 6:4, 6:4       |
| 2013 | Andriej Gołubiew Jewgienij Korolow  | Jesse Huta Galung Jordan Kerr        | 6:3, 1:6, 10–6 |
| 2012 | Mateusz Kowalczyk David Škoch       | Denis Matsukiewicz Mischa Zverev     | 6:2, 6:1       |
| 2011 | Federico Delbonis Horacio Zeballos  | Martin Emmrich Björn Phau            | 7:6(3), 6:2    |
| 2010 | Matthias Bachinger Denis Gremelmayr | Guillermo Olaso Grega Žemlja         | 6:4, 6:4       |